# Šafir
Šafir (hebrejsky שָׁפִיר‎, v oficiálním přepisu do angličtiny Shafir) je vesnice typu mošav v Izraeli, v Jižním distriktu, v Oblastní radě Šafir.

## Geografie
Leží v nadmořské výšce 59 metrů v pobřežní nížině, v regionu Šefela. Severně od obce probíhá vádí Nachal Guvrin.
Obec se nachází 13 kilometrů od břehu Středozemního moře, cca 42 kilometrů jižně od centra Tel Avivu, cca 48 kilometrů jihozápadně od historického jádra Jeruzalému a 4 kilometry jihozápadně od města Kirjat Mal'achi. Šafir obývají Židé, přičemž osídlení v tomto regionu je etnicky převážně židovské.
Šafir je na dopravní síť napojen pomocí lokální silnice číslo 3613, která západně od vesnice ústí do dálnice číslo 3.

## Dějiny
Šafir byl založen v roce 1949. Novověké židovské osidlování tohoto regionu začalo po válce za nezávislost tedy po roce 1948, kdy oblast ovládla izraelská armáda.
Zakladatelem mošavu byli Židé z Maďarska. Pojmenován je podle biblického sídla Šafíru připomínaného v Knize Micheáš 1,11 Jméno tohoto starověkého sídla pak bylo uchováno v názvu arabské vesnice al-Sawafir, jež stávala do roku 1948 nedaleko odtud. Místní ekonomika je založena na zemědělství (rostlinná i živočišná výroba).

## Demografie
Podle údajů z roku 2014 tvořili naprostou většinu obyvatel v Šafir Židé (včetně statistické kategorie "ostatní", která zahrnuje nearabské obyvatele židovského původu ale bez formální příslušnosti k židovskému náboženství).
Jde o menší obec vesnického typu s dlouhodobě rostoucí populací. K 31. prosinci 2014 zde žilo 809 lidí. Během roku 2014 populace stoupla o 0,6 %.
| Rok            | 1961 | 1972 | 1983 | 1995 | 2001 | 2003 | 2004 | 2005 | 2006 | 2007 | 2008 | 2009 | 2010 | 2011 | 2012 | 2013 | 2014 |
| -------------- | ---- | ---- | ---- | ---- | ---- | ---- | ---- | ---- | ---- | ---- | ---- | ---- | ---- | ---- | ---- | ---- | ---- |
| Počet obyvatel | 345  | 187  | 224  | 338  | 335  | 383  | 440  | 473  | 499  | 555  | 582  | 620  | 644  | 700  | 749  | 804  | 809  |